# Мешкиндешт
Мешкинде́шт (перс. مشکین‌دشت‎) — город на севере Ирана, в остане Альборз. Входит в состав шахрестана Фердис. Является частью бахша Мешкиндешт.

## География
Город находится в юго-восточной части Альборза, к югу от гор Эльбурс, южнее Кереджа, административного центра провинции. Абсолютная высота — 1276 метров над уровнем моря.

## Население
По данным переписи 2006 года население Мешкиндешта составляло 43 696 человек (22 347 мужчин и 21 349 женщин). Насчитывалось 11 171 семья. Уровень грамотности населения составлял 76,22 %. Уровень грамотности среди мужчин составлял 80,32 %, среди женщин — 71,94 %.